# Morton Moyes
Pour les articles homonymes, voir Moyes.
Morton Henry Moyes, né le 29 juin 1886 à Koolunga (en) et mort le 20 septembre 1981 à Sydney, est un explorateur de l'Antarctique et officier de marine australien.

## Biographie
Il est météorologue pour de l'expédition antarctique australasienne (1911-1914) de Douglas Mawson.
Moyes est membre de l'équipage de l'Aurora lors de la mission de secours du « groupe de la mer de Ross » de l'expédition Endurance (1914-1917) d'Ernest Shackleton.
Il participe également au début de l'expédition BANZARE (1929-1931) de Douglas Mawson.
Moyes intègre la Royal Australian Navy et est affecté notamment au HMAS Australia.
Il est président de la Geographical Society of New South Wales de 1933 à 1935.

## Postérité
Le pic Moyes (en) et les îles Moyes (en) sont nommées d'après lui.